# Troféu Talento
O Troféu Talento foi um prêmio de música cristã contemporânea realizado no Brasil entre os anos de 1995 e 2009.

## História
A cerimônia foi fundada em 1995 por iniciativa da Rede Aleluia, emissora de rádio da Igreja Universal para premiar os destaques do segmento.

## Categorias de recompensa
Os prêmios, que representavam uma grande variedade de estilos musicais, incluindo pop, rock, rap, black music e louvor & adoração, eram apresentados anualmente em São Paulo em uma cerimônia. Entre 1995 e 1996, a premiação era chamada de Troféu FM 105, até que em 1997 passou a ter o nome de Troféu Talento. Em 2010, o site oficial da premiação informou que o evento seria suspenso por tempo indeterminado.
Durante seus anos de atividade, o evento foi a maior premiação da música cristã no país.

## Críticas
O Troféu Talento foi alvo de críticas que consistiam no fato de, pelo mesmo ser uma votação popular, o público votar apenas nos indicados de sua própria preferência, não atentando aos quesitos técnicos e profissionais. Outra crítica muito comum ao Troféu Talento era de os vencedores de uma determinada categoria como Álbum do Ano também disputarem Álbum ao Vivo e perderem para o mesmo concorrente.
Em 2003, antes de iniciar a cerimônia, os administradores do evento colocaram um DVD de música secular do Djavan para ser exibido para o público, sendo que o mais coerente seria um DVD Gospel, o que causou constrangimentos.

## Músicas do Ano eleitas
- 1995: Eu Quero é Deus - Comunidade de Nilópolis
- 1996: Eterno Amor - Denise Cerqueira
- 1997: Não Há Deus Maior - Comunidade de Nilópolis
- 1998: O Lamento de Israel - Sérgio Lopes
- 1999: Jerusalém e Eu - Denise Cerqueira
- 2000: O Amor Maior - Marcelo Crivella
- 2001: Agindo Deus - Melissa
- 2002: Preciso de Ti - Diante do Trono
- 2003: Tempo de Vencer - Jamily
- 2004: Quando o Vento Soprar - Tino
- 2005: Restitui - Toque no Altar
- 2006: Deus de Promessas - Toque no Altar
- 2007: Olha pra Mim - Toque no Altar/Trazendo a Arca
- 2008: Marca da Promessa - Trazendo a Arca
- 2009: Faz um Milagre em Mim - Regis Danese